# عبدالله بن ابی‌بکر
عبدالله بن ابی‌بکر (به عربی: عبد الله بن أبي بكر) صحابه محمد پیامبر اسلام بود. او پسر ابوبکر خلیفه اول بود.

## زندگی
عبدالله در سال ۶۰۸ در مکه به دنیا آمد. پدرش ابوبکر از خاندان بنی‌تیم قریش، و مادرش قتیله بنت عبدالعزی بود که از خاندان بنی‌عامر قریش بود.: 28–29 : 140–141  پدر و مادرش بعد از تولد او از هم جدا شدند.: 178 